# Federica Biganzoli
Federica Biganzoli (Tradate, 5 novembre 1987) è una pallavolista italiana, schiacciatrice del Cabiate.

## Carriera
La carriera di Federica Biganzoli inizia nella stagione 2008-09 in Serie B1 con la FoCoL Legnano, squadra con cui retrocede in Serie B2 al termine dell'annata seguente. Per la stagione 2011-12 approda alla Lilliput, nuovamente in B1, squadra cui resta legata per sei annate, conquistando la promozione in Serie A2 al termine del campionato 2014-15 e con cui disputa quindi due campionati cadetti. Per la stagione 2017-18 viene ingaggiata dal Mondovì, squadra con cui disputa due annate sempre in A2.
Fa il suo esordio nella Serie A1 nella stagione 2019-20, quando viene ingaggiata dalla Millenium Brescia. Dopo due annate torna a disputare, per la stagione 2021-22, il campionato cadetto con la maglia della Futura Giovani mentre nella stagione 2022-23 accetta la proposta del neopromosso Cabiate, in Serie B1.